# Gamareth Fronauer

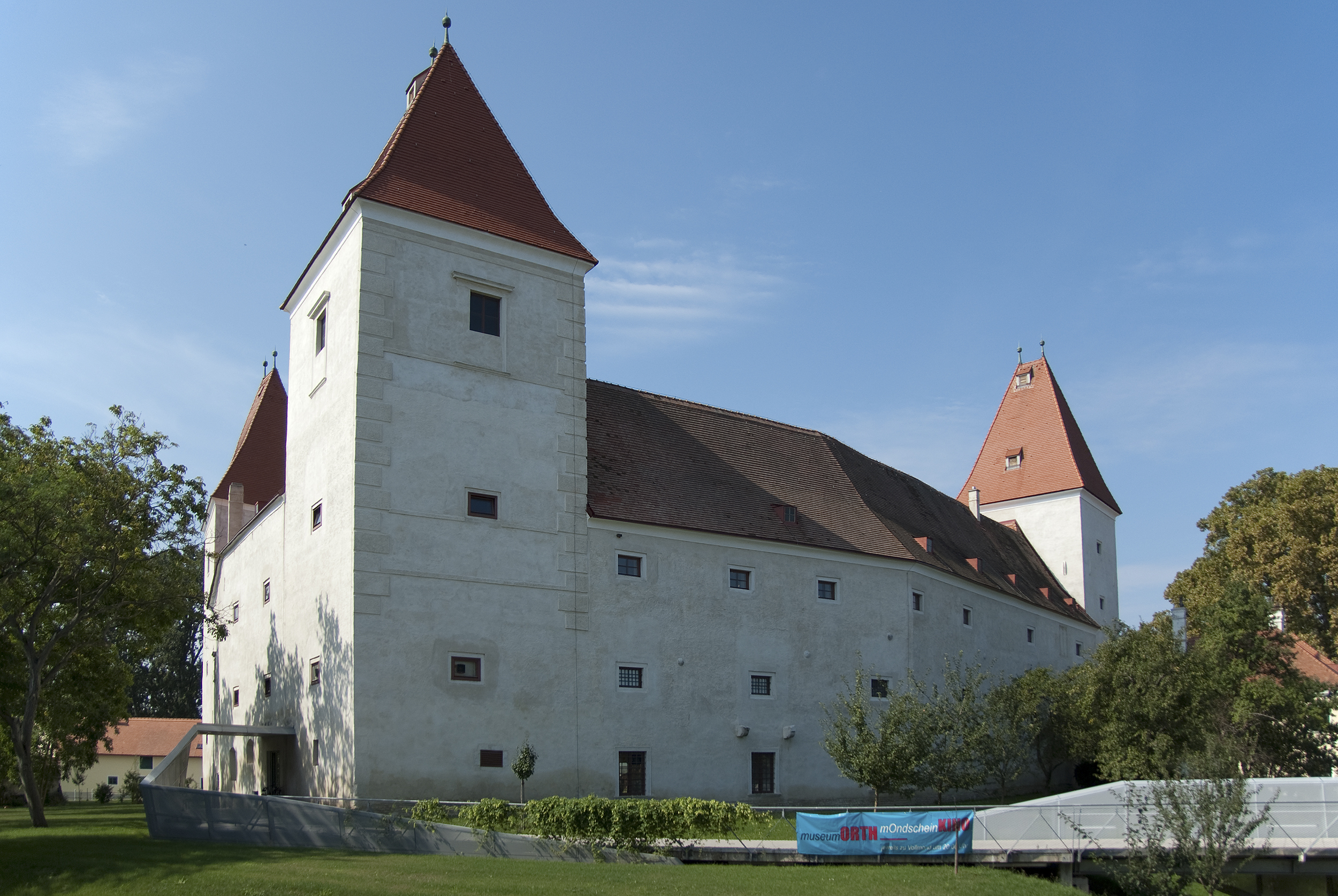
Sitz des Gamareth Fronauer: Schloss Orth in Niederösterreich.

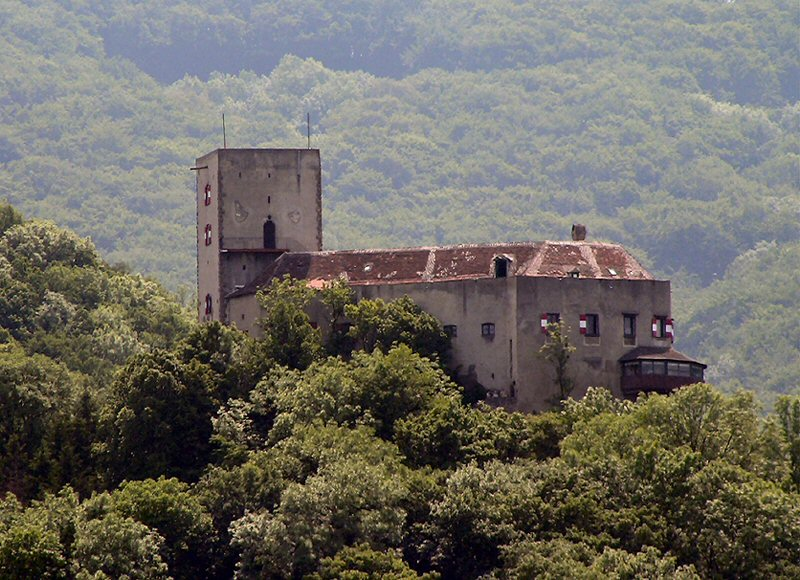
1461 durch Gamareth Fronauer eingenommen und in Brand gesetzt: Burg Greifenstein in Niederösterreich.

Gamareth Fronauer (auch Gamaret Fronauer, Gamerit Fronauer von Fronau oder Gamareth von Fronau) (* vor 1448; † 1498) war ein Adeliger des Herzogtums Österreich und österreichischer Söldnerführer, der seinen Sitz in der Burg von Orth in Orth an der Donau (auch Orth im Marchfeld) in Niederösterreich hatte. Sein Ruf als „Raubritter“ dürfte mit den Fehden zusammenhängen, die er im Herzogtum Österreich geführt hat.

## Herkunft und Familie
Gamareth Fronauer war mindestens zwei Mal verheiratet, um 1464 mit einer Margarethe und um 1483 mit einer Elsbeth (Elisabeth von Steinpeiß (Steinpeiss), aus dieser Ehe hatte er eine Tochter namens Margarethe, die mit Hanns von Lamberg verheiratet wurde).
Er dürfte aus der Familie von Fronau (auch Frenau oder Franau) stammen, die ihren Ursprung in Bayern bei Roding im ostbayerischen Landkreis Cham in der Oberpfalz hatten, aber eine neue Heimat in Österreich zwischen ca. 1317 bis 1608 fanden, und die im 14. und 15. Jahrhundert im Herzogtum Österreich im Besitz des Dorfes Erdberg sowie anderer Herrschaften nachgewiesen ist.
Die Brüder Hartwic und Rudiger von Franau unterfertigten 1271 eine Stiftungsurkunde zur Kirche Unserer Lieben Frau in München im Herzogtum Baiern. Ein Verwandter von ihnen war wohl der Domherr Friedrich Franauer (gest. 1293), später Dompropst und dann Bischof von Chiemsee. 1317 ist ein Rapoto von Fronau in einer Urkunde als Zeuge nachgewiesen, in der es um eine Schenkung des Grafen Heinrich von Pernstein geht. Es dürfte sich dabei um die erste Erwähnung eines Fronauers im Herzogtum Österreich handeln.
Ein Ritter Gerhard von Fronau (auch Gerhard Frenawar) ist Anfang des 15. Jahrhunderts als Besitzer mehrerer Herrschaften im Herzogtum Österreich nachgewiesen. 1408 belehnte ihn Herzog Leopold IV. von Österreich mit dem Gutenhof im heutigen Himberg, eine Belehnung, die 1414 von Herzog Albrecht V. von Österreich bestätigt wurde. Von 1401 bis 1408 ist er außerdem als Besitzer der Herrschaft Obersiebenbrunn nachgewiesen, hier folgte ihm 1408 sein Sohn Konrad nach. Ein weiterer Besitzer dieser Herrschaft war um 1479 Pankratz von Fronau, Sohn eines Konrads und um 1500 Konrad von Fronau, der Bruder des Pankratz von Fronau.
Wisgrill führt als Eltern von Gamareth Fronauer (bei ihm Gamureth von Fronau) den Ritter Gerhard von Fronau (gestorben vor 1459) Herr zu Krumpach, Längbach, Wolfbach, Dürrenkrut und Siebenbrunn und dessen Ehefrau Margaretha (gest. nach 1459) aus der Familie der Burggrafen von Garsch (Gärß) an. Außer Gamareth soll er noch weitere Kinder gehabt haben, darunter die Söhne Bernhard, Gerhard und Wilhelm sowie die Tochter Elisabeth, angeblich eine Hofdame von Königin Elisabeth.
Nachgewiesen ist ein Bruder namens Gerhard Fronauer (auch Franawer) (gestorben 1458), der als landesfürstlicher Pfleger die Burg und Herrschaft Orth betreute. 1453 hatte dieser von Hans Grym ein Haus in der Neustadt erworben, was auf durchaus gute Beziehungen zu Kaiser Friedrich III. hindeutet. Dieser soll ihm als Folge der Auseinandersetzungen mit seinem Verwandten König Ladislaus die Burg und Herrschaft Orth verkauft haben, die damals zu jenen Besitzungen des Kaisers gehörte, die Ladislaus als ein ihm vorenthaltenes Erbe betrachtete. 1456 erhielt Gerhard Fronauer zusammen mit einem Herrn von Weißpriach und einem Herrn von Ungnad den Pönfall der Stadt Straßburg zugesprochen. Zu diesem Zeitpunkt war er Rat von Erzherzog Albrecht VI. von Österreich, dem Bruder des Kaisers. Als dieser Ende März des Jahres 1458 im Raum von Hainburg an der Donau die „Räuberburgen“ des Söldnerführers (in zeitgenössischen Quellen: „dux latronum“ bzw. Räuberhauptmann) Ledwenko von Ruchenau, der zuvor die Gegend um die Stadt Wien heimgesucht hatte, ausheben ließ, wurde Gerhard Fronacher bei dieser Unternehmung getötet.
Unter den Feldherren von Herzog Albrecht VI. findet sich außerdem ein Eustachius Fronauer, der vielleicht ein Verwandter von Gerhard und Gamareth war.

## Raubritter oder Akteur in einem Krieg?
Im Herzogtum Österreich, das im 15. Jahrhundert von verheerenden Auseinandersetzungen heimgesucht wurde, führte Gamareth Fronauer eine Fehde gegen Kaiser Friedrich III., die als Vorwand für eine Auseinandersetzung zwischen den Kaiser und den dortigen Landesständen genutzt wurde. Während dieser Auseinandersetzung unternahm er Raubzüge und hielt einige Burgen und Schlösser besetzt, was ihm den Ruf eines Raubritters einbrachte.

## Leben
Gamareth Fronauer erhielt von Albrecht Achilles, damals Markgraf von Ansbach, später Kurfürst von Brandenburg, mehrere Lehen.
Als mit dem Tod von König Ladislaus im November 1457 der Albrechtinische Familienzweig der Habsburger in männlicher Linie ausgestorben war, kam es 1458 zwischen Kaiser Friedrich III. und Erzherzog Albrecht VI. zum Kampf um die Herrschaft über das Herzogtum Österreich. Beide einigten sich zunächst mit den Ständen auf eine Landesteilung, bei der Albrecht die Herrschaft über Österreich ob der Enns (mit der Stadt Linz) zufiel, während Österreich unter der Enns (mit der Stadt Wien) an Friedrich ging (Vertrag vom 21. August 1458). Friedrich war gleichzeitig noch in andere Kriege, die beispielsweise das Erbe der Grafen von Cilli betrafen, verwickelt. Da es Friedrich allerdings nicht gelang, die Lage unter der Enns unter seine Kontrolle zu bringen, boten sich für Albrecht mehrmals Vorwände, den Kampf um die Herrschaft unter der Enns weiterzuführen, um diese (mit Zustimmung der Landstände) auch an sich zu bringen.
Für Gamareth bot dies die idealen Rahmenbedingungen, um seine Forderung, die er gegen den Kaiser zu haben glaubte, durchzusetzen. Nachdem sein Bruder Gerhard zu Beginn des Jahres 1458 gefallen war, beanspruchte er als dessen Erbe die Burg und Herrschaft Orth als Allod. Beides war seinem Bruder vom Kaiser zur Pflege überlassen worden, der nun von Gamareth die Rückgabe forderte. Dieser wiederum behauptete, dass der Kaiser die Pflegschaft an seinem Bruder verkauft hätte und verweigerte daher die Rückgabe. Der Kaiser anerkannte diese Forderung nicht, Gamareth konnte keinen Kaufbrief vorweisen. Die Folge war ein Rechtsstreit, bei dem Gamareth aus politischen Gründen von den österreichischen Landesständen unter der Enns gegen den Kaiser (in seiner Position als Herzog von Österreich unter der Enns) unterstützt wurde. Diese Machtprobe gab Erzherzog Albrecht einen willkommenen Anlass, sich auf Seite der Landesstände in den Konflikt einzuschalten, um so seine eigenen Ziele zu verfolgten.
Im Jahr 1460 wurde die Burg Orth auf Befehl Kaiser Friedrichs belagert und am 26. März 1460 kampflos eingenommen, nachdem es Gamareth zuvor gelungen war, sie zu verlassen. (Angeblich soll er durch unterirdische Gänge aus der Burg geflüchtet sein.) Nach seiner Vertreibung aus Orth an der Donau setzte er sich noch im gleichen Jahr in Groß-Schweinbarth fest, verschanzte sich dort vier Wochen lang in der Kirche und überfiel Gaunersdorf. Quellen berichten von einem Gemetzel mit vielen Toten, Gamareth aber musste sich zurückziehen. Das Schenkerkreuz in Gaweinstal (auch Fronauer- oder Urlauberkreuz genannt, Listeneintrag) erinnert noch heute an diese Raubzüge.
Im Jahre 1461 wurde die Burg Greifenstein von Gamreth eingenommen und in Brand gesetzt. Er hielt auch die Burg Pottenburg besetzt, bis diese von Ulrich von Grafeneck (Grafenegg) zurückerobert wurde. Als Erzherzog Albrecht VI. am 19. Juni 1461 seinem Bruder offiziell die Fehde ansagte, übergab ihm Gamareth gegen eine Geldleistung seine Feldlager in Hollenburg, Trebensee und Pirchenwaldt.
Noch während der Belagerung des Kaisers in der Wiener Hofburg (16./17. Oktober – 4. Dezember 1462) durch die damalige Wiener Stadtregierung unter Wolfgang Holzer und Erzherzog Albrecht VI. war Gamareth zunächst auf deren Seite. Nachdem jedoch der böhmische König Georg dem Kaiser mit einer Streitmacht zu Hilfe gekommen war, wechselte er auf die Seite des Kaisers.
1464 erhielt Gamareth vom Kaiser die Genehmigung zur Errichtung eines Marktes in Neusiedl an der Zaya und das Ungeld zu Dürnkruth, mit dem er seine damalige Ehefrau Margarethe versorgte. Es scheint, dass ihm zuletzt der Karrieresprung vom Raubritter zum kaiserlichen Rat gelungen ist, zumindest wird er anlässlich der Bestätigung einer Heimsteueranweisung an seine spätere Ehefrau Elsbeth im Jahr 1483 einmal als solcher bezeichnet.

## Nachleben
Gamareth Fronauer ist das historische Vorbild für die Figur des Konrad Fraunauer in Benedikte Nauberts mehrteiligen Roman Ulrich[!] Holzer, Bürgermeister in Wien (publ. 1793), der gemeinsam mit seiner teils fiktiven, teils historisch belegten Familie dort eine positiv besetzte Hauptrolle spielt.